# Малграте
Малгра̀те (на италиански: Malgrate, на западноломбардски: Malgràa, Малграа) е малко градче и община в Северна Италия, провинция Леко, регион Ломбардия. Разположено е на 231 m надморска височина, на югоизточна бряг на езеро Лаго ди Комо. Населението на общината е 4296 души (към 2014 г.).